# Gertrud Arndt
Gertrud Arndt (Ratibor, Silesia, 20 de septiembre de 1903-Darmstadt, 10 de julio de 2000), de nacimiento Gertrud Hantschks, fue una fotógrafa alemana, alumna de la Bauhaus. y casada con el arquitecto alemán Alfred Arndt. Cuando nació ella su ciudad formaba parte de Alemania, aunque tras la Segunda Guerra Mundial esta zona de Silesia pertenece a Polonia.

## Biografía
El padre de Gertrud Hantschks era un importante empresario textil y ella nació como la más joven de cuatro hermanos. La familia se mudó a Erfurt en 1916, donde estudió en el estudio del arquitecto Karl Meinhardt, para el que también comenzó a realizar fotografías, inicialmente de modo amateur. Se matriculó en la Escuela de Artes con intención de estudiar arquitectura.

## Bauhaus

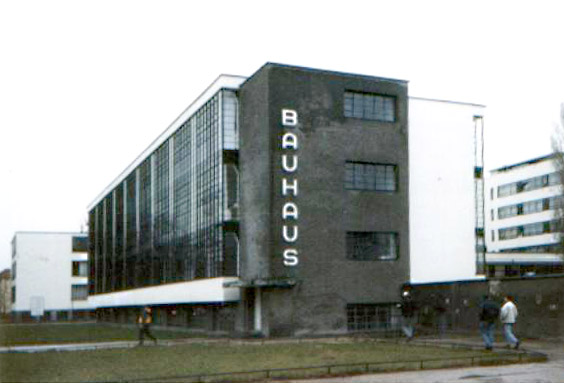
Edificio del Bauhaus

En 1923 se incorporó al curso inicial de la Bauhaus en Weimar, decidiéndose por el área de tejeduría, en la que permaneció durante tres productivos años realizando numerosos trabajos considerados de gran calidad, empujada a ellos por Georg Muche, que vio unas dotes especiales en ella para la materia. En la Bauhaus fue alumna de Paul Klee y László Moholy-Nagy, profundizando también de modo autodidacta en su formación fotográfica. Tras tres años en esta importante institución prosiguió sus estudios de Tejeduría en Glauchau. Posteriormente, y a pesar de sus brillantes trabajos, no volvería a trabajar en esta área.
En el año 1927 se casó con el arquitecto Alfred Arndt, también alumno de la Bauhaus, y se mudaron a Probstzella, donde él construyó la Casa del Pueblos. En esa época tuvieron dos hijos y Gertrud se ocupó de la familia.
En 1929 el arquitecto Hannes Meyer invitó a Alfred Arndt a regresar a la Bauhaus como director del taller de construcción en el área de metal, carpintería y pintura, regresó la familia Arndt al completo, en esta ocasión a la nueva ubicación de la Dessau. Allí se alojaron en la residencia de profesores de la propia  institución, en la avenida Burgkühnauer. Gertrud aprovechó para habilitar un laboratorio fotográfico en el baño y profundizar en su aprendizaje fotográfico mientras se ocupaba de la familia. En aquella época trabó amistad con Gunta Stölzl. Aunque coincidió que Walter Peterhans ponía en marcha el curso de fotografía, Gertrud no pudo inscribirse
Entre los años 1926 y 1932 realizó Gertrud gran cantidad de imágenes, parte de los cuales eran autorretratos que formaron parte de la serie que ella llamó «Maskenportraits». Entretanto también hizo numerosos retratos a sus compañeros de la Bauhaus, como Otti Berger. Estos y otros de sus trabajos se expusieron por primera vez en 1979 en el Museo Folkwang, gracias a un trabajo de investigación de Ute Eskildsen.
Tras el cierre de la Bauhaus en 1932 ambos tuvieron que regresar nuevamente a Probstzella, donde podía trabajar de nuevo Alfred. En 1948 se mudó la familia desde la zona soviética a Darmstadt, en la nueva República Federal Alemana.

## Exposiciones
- Bauhaus y la Nueva Visión: Fotografías de Lucia Moholy, Gertrud Arndt, Elsbeth Juda. Catálogo de exposición. Justus-von-Liebig-Verlag Darmstadt, 2013.
- Christian Wolsdorff: Realmente yo quería ser arquitecto. Gertrud Arndt como tejedora y fotógrafa en la Bauhaus 1923-31. Catálogo de exposición. Bauhaus-Archiv Berlin, 2013.
- Sabina Leßmann: Gertrud Arndt : Fotografías de las artistas de la Bauhaus. Catálogo de exposición. Das Verborgene Museum Berlín, 1994.
- Gerhard Leistner: Alfred Arndt, Gertrud Arndt: dos artistas de la Bauhaus. Museo Ostdeutsche Galerie Regensburg, 8. Junio-14. Julio de 1991. Das Museum Regensburg, 1991, ISBN 978-3-89188-056-2.